# الدابس
الدابس قرية سوريّة تتبع إداريّاً لمحافظة حلب منطقة جرابلس ناحية مركز جرابلس، بلغ تعداد سكانها2500  نسمة حسب التعداد السكاني لعام 2024 
٩٨٪من سكانها من التركمان .